# 1190-1199
De jaren 1190-1199 (van de christelijke jaartelling) zijn een decennium in de 12e eeuw.

## Belangrijke gebeurtenissen

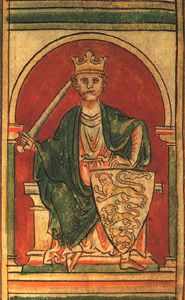
Richard Leeuwenhart leidt de Derde Kruistocht

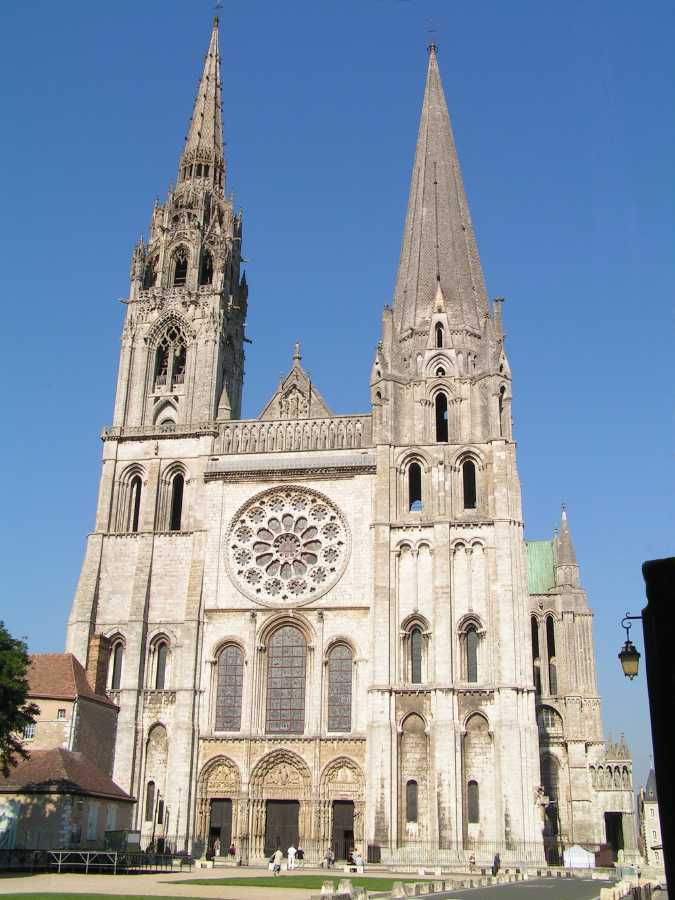
De kathedraal van Chartres wordt in 1194 verwoest door brand. Begin van de bouw van de huidige kathedraal

### Derde Kruistocht
- 1190 : Op weg naar het Heilig Land valt keizer Frederik I Barbarossa en verdrinkt. Een deel van zijn manschappen verenigt zich in de Duitse Orde.
- 1190 : Sibylla van Jeruzalem sterft, zij wordt opgevolgd door haar zus Isabella, die kort nadien huwt met Koenraad van Monferrato.
- 1191 : Richard Leeuwenhart verovert Cyprus
- 1191 : Einde van het Beleg van Akko, een overwinning voor de kruisvaarders.
- 1191 : Slag bij Arsoef. Richard Leeuwenhart verslaat Saladin.
- 1191 : Filips II van Frankrijk keert naar huis terug.
- 1192 : Slag bij Jaffa. Opnieuw een overwinning voor Richard Leeuwenhart, maar hij slaagt er niet in Jeruzalem te veroveren.
- 1192 : Verdrag van Jaffa. Richard en Saladin sluiten een overeenkomst, dit betekent het einde van de Derde Kruistocht.
- 1192 : Richard Leeuwenhart wordt op de terugreis van de Derde Kruistocht gevangengenomen door Leopold V van Oostenrijk, die een enorme losprijs vraagt.
- 1192 : Het Koninkrijk Cyprus wordt gesticht, Guy van Lusignan is de eerste koning.
- 1193 : Saladin sterft, zijn enorme rijk wordt onder zijn zonen verdeeld. Al-Adil I, de broer van Saladin, zal het rijk opnieuw verenigen.
- 1194 : Onder druk van paus Celestinus III wordt Richard Leeuwenhart vrijgelaten.

### Heilig Roomse Rijk
- 1190 : Hendrik VI volgt zijn vader Frederik I Barbarossa op.
- 1191 : Hendrik wordt door paus Celestinus III tot keizer gekroond.
- 1191 : Hendrik eist de kroon van Sicilië op maar wordt bij Napels tot staan gebracht.
- 1194 : Tancred van Sicilië sterft, Hendrik neemt zijn zoon Willem gevangen en kroont zich tot koning van Sicilië.
- 1197 : Keizer Hendrik VI sterft aan malaria, zijn weduwe Constance van Sicilië en regentes voor zijn driejarige zoon Frederik II, doet afstand van de aanspraken op het Duitse koningschap.
- 1198 : Twee troonpretendenten eisen de titel van Duits-koning op, Filips van Zwaben en Otto IV.
- 1198 : Ottokar I van Bohemen maakt van de situatie gebruik om zijn rijk uit te roepen tot een koninkrijk.
- 1198 : Constance van Sicilië sterft, Paus Innocentius III wordt de voogd van Frederik II.

### Lage Landen
- 1190 : Godfried III van Leuven sterft, de titel van hertog van Neder-Lotharingen wordt gezagsloos.
- 1190 : Floris III van Holland sneuvelt tijdens de Derde Kruistocht, hij wordt opgevolgd door zijn zoon Dirk VII.
- 1191 : Filips van de Elzas sterft tijdens de Derde Kruistocht, zijn zus Margaretha van de Elzas wordt gravin van Vlaanderen. Haar man Boudewijn V van Henegouwen, noemt zichzelf Boudewijn VIII van Vlaanderen.
- 1192 : Om als graaf te worden erkend, doet Boudewijn V/VIII afstand van het graafschap Artesië.
- 1194 : Margaretha van de Elzas sterft en een jaar later Boudewijn V van Henegouwen.
- 1195 : Boudewijn IX van Vlaanderen is nu graaf van Vlaanderen, van het graafschap Henegouwen en het graafschap Zeeland.
- 1196 : Sint-Nicolaasvloed. Holland en Friesland worden geteisterd.
- 1196 : De overeenkomst tussen Filips II van Frankrijk en Mathilde van Portugal is de aanleiding, dat Boudewijn IX van kamp verandert en zich verbindt met Richard Leeuwenhart.
- 1197 : Boudewijn IX van Vlaanderen trekt daarop met zijn leger Artesië binnen en belegert vruchteloos Béthune. Daarna worden vredesonderhandelingen gestart.

### Byzantijnse Rijk
- 1195 : Alexios III Angelos pleegt een staatsgreep en steekt zijn voorganger Isaäk II Angelos en zijn zoon Alexios IV Angelos in de gevangenis.

### Engeland
- Massamoord op Joden in York (Engeland).
- 1199 : Koning Richard I van Engeland sterft, hij wordt opgevolgd door zijn broer Jan zonder Land.

### Iberisch schiereiland
- 1195 : Slag bij Alarcos. Alfons VIII van Castilië wordt vernietigend verslagen door de Almohaden

### Christendom
- 1199 : Paus Innocentius III roept een nieuwe kruistocht uit: de Vierde Kruistocht, die enkele jaren later zal plaatsvinden.
- Vanuit Klaarkamp in Friesland stichten de cisterciënzers nieuwe abdijen, onder andere bij Bolsward (Bloemkamp, 1190) en bij Aduard (Klooster van Aduard, 1192).

### Azië
- 1192 : In Japan begint het Kamakura-shogunaat.
- 1193 : Muhammad Ghowri, sultan van het Ghowridenrijk, verovert Delhi en Ajmer.
- 1194 : Het Seltsjoekenrijk houdt op te bestaan, het rijk van de Chorasmiden komt in de plaats.

## Kunst en cultuur

### Architectuur
- De Kathedraal van Chartres wordt verwoest door brand. Begin van de bouw van de huidige kathedraal (tot 1220), het grootste en hoogste bouwwerk dat het Westerse christendom tot dan toe had voortgebracht.
- De Grote moskee van Sevilla

<< · 1190 · 1191 · 1192 · 1193 · 1194 · 1195 · 1196 · 1197 · 1198 · 1199 · >>
<< · 1100-1109 · 1110-1119 · 1120-1129 · 1130-1139 · 1140-1149 · 1150-1159 · 1160-1169 · 1170-1179 · 1180-1189 · 1190-1199 · >>